# Pterostylis recurva
Pterostylis recurva är en orkidéart som beskrevs av George Bentham. Pterostylis recurva ingår i släktet Pterostylis och familjen orkidéer. Inga underarter finns listade i Catalogue of Life.

## Bildgalleri

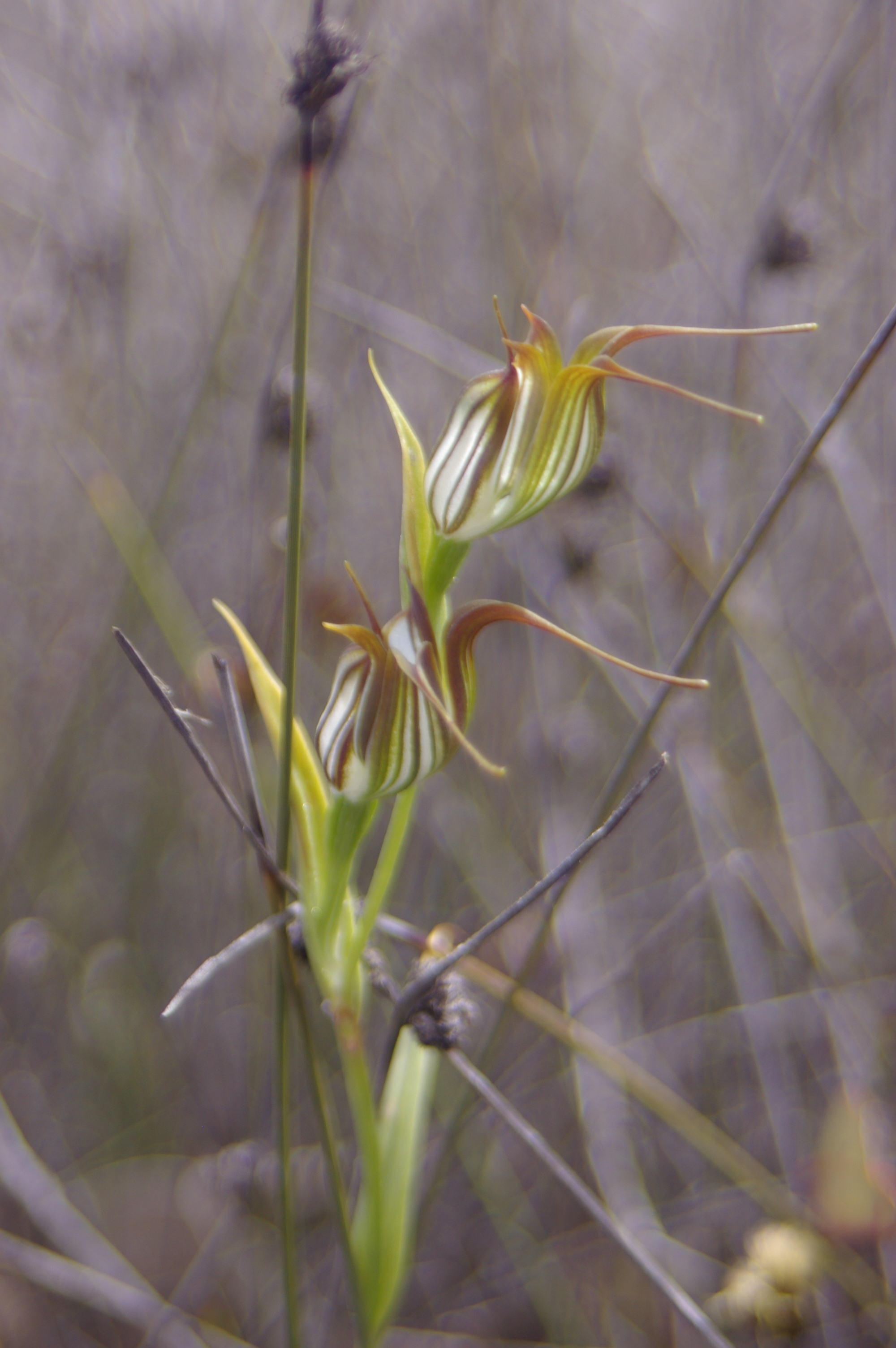
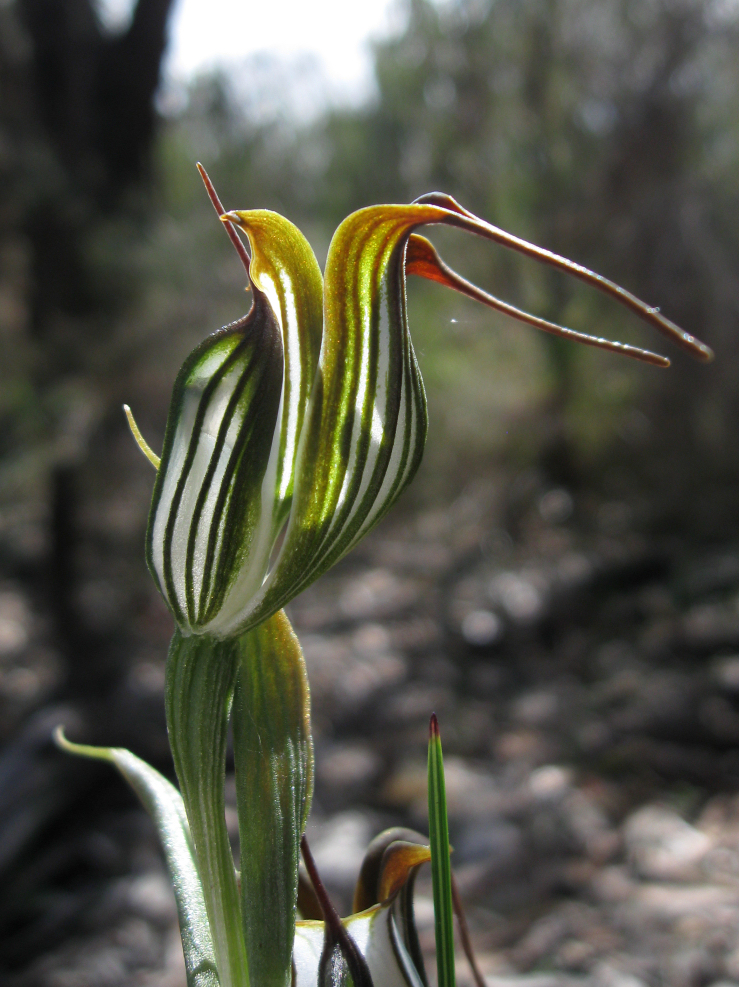
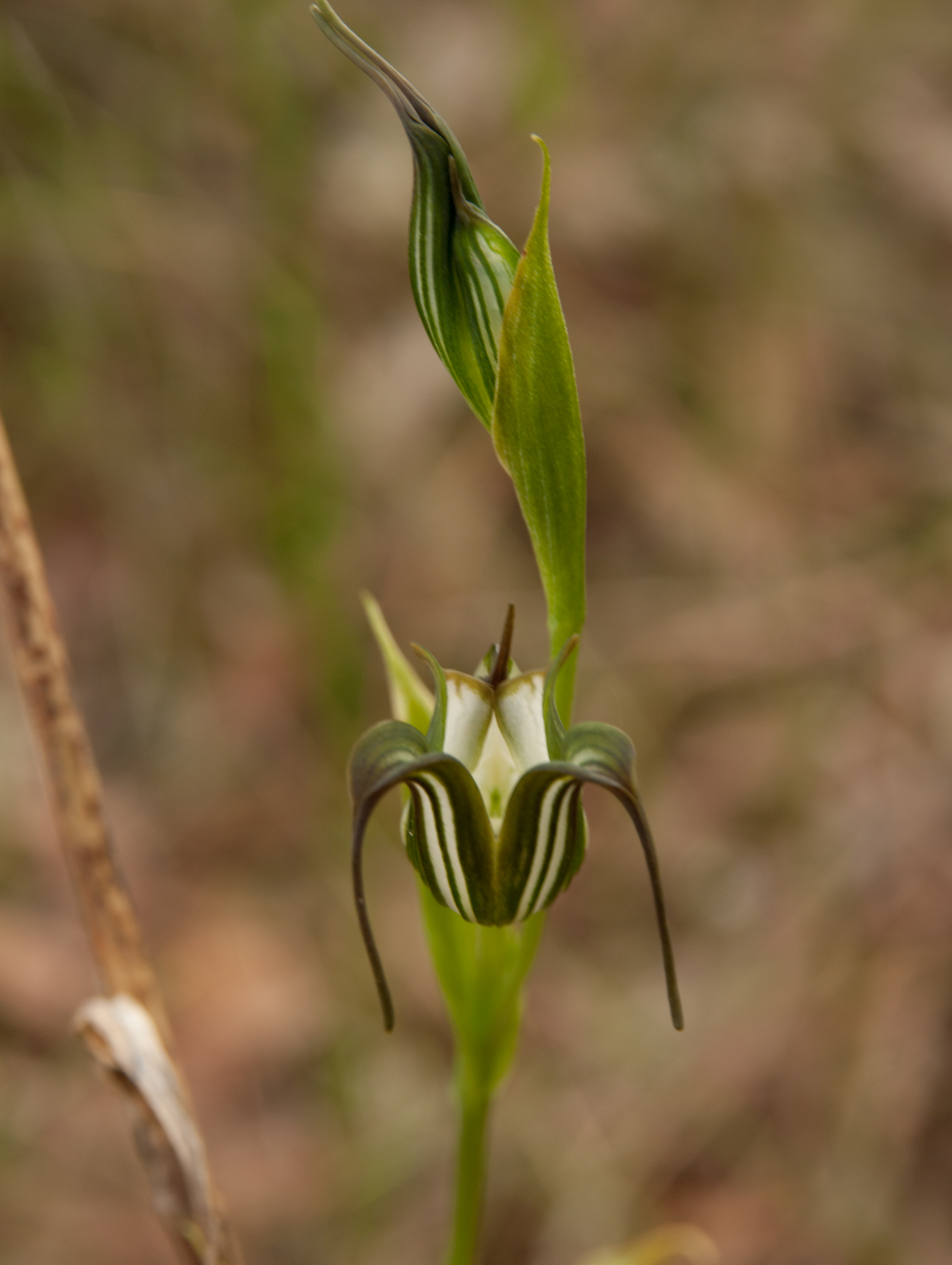
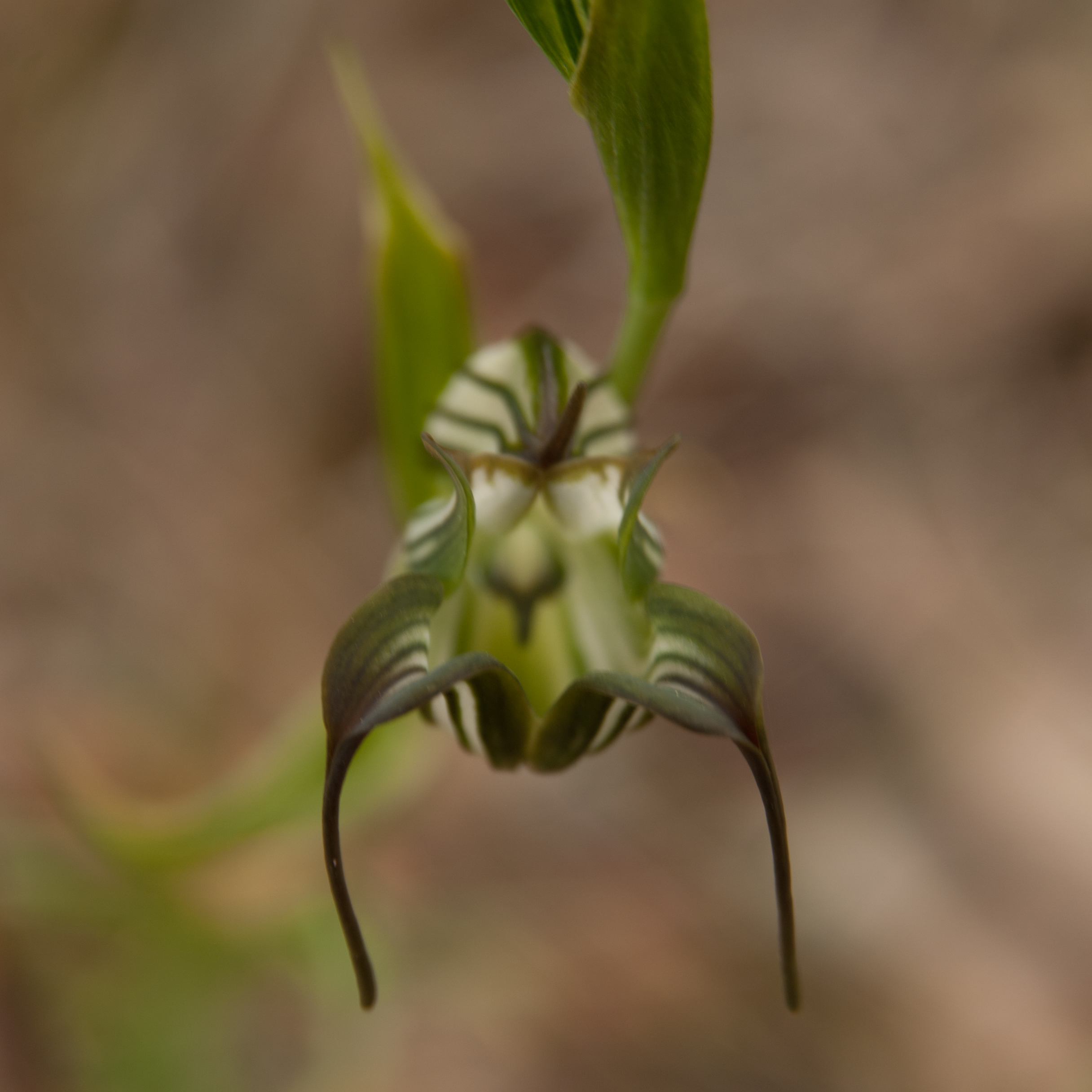
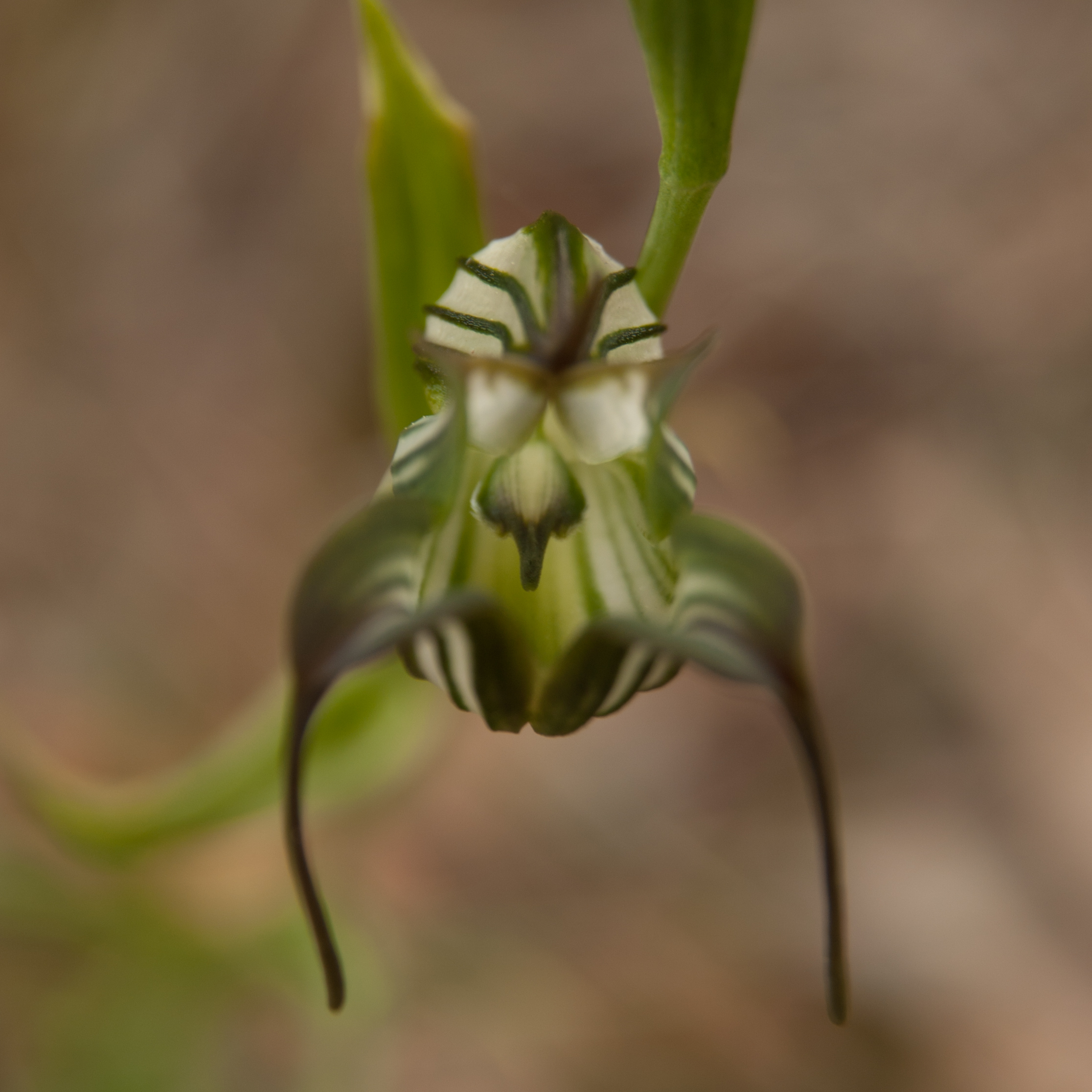
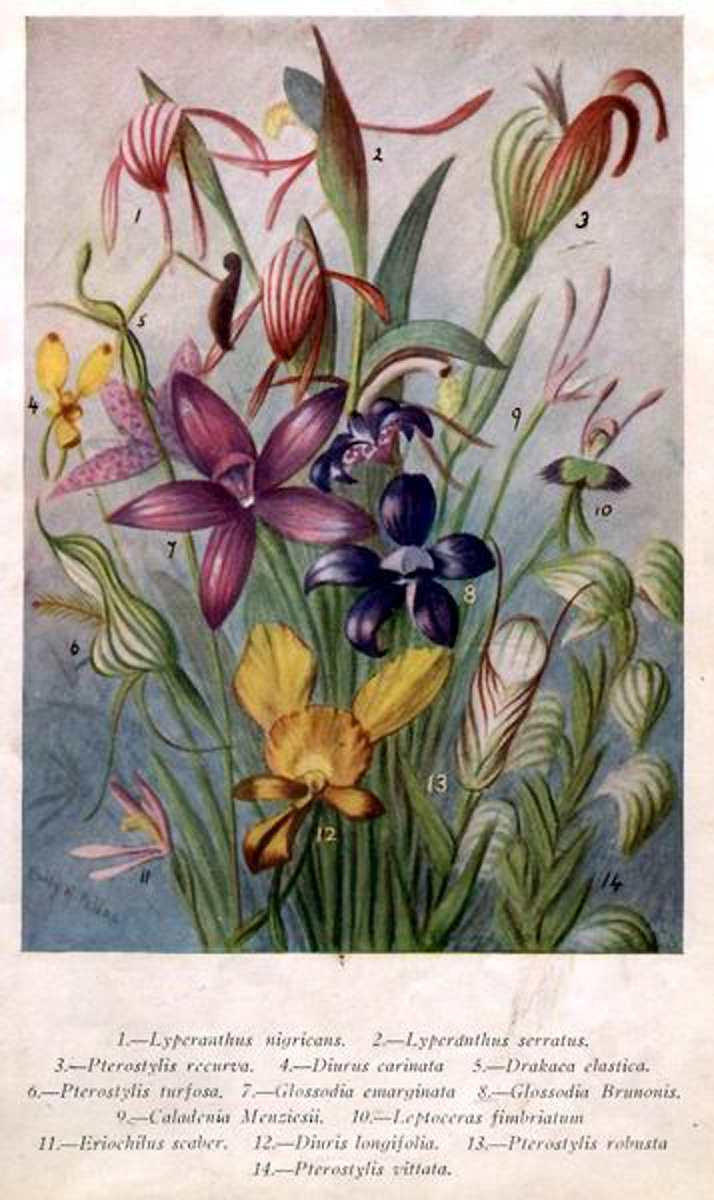